# Kukuryki
Kukuryki is een plaats in het Poolse district  Bialski, woiwodschap Lublin. De plaats maakt deel uit van de gemeente Terespol en telt 52 inwoners.